# Estil educatiu
L'estil educatiu és la manera d'actuar i educar els nens per part dels adults. Diana Baumrind va identificar tres estils educatius: autoritari, democràtic i permissiu, E.E. MacCoby i J.A. Martín van tornar a definir-los en 1983 a partir de dues dimensions: l'afecte i el control, i apareixen els estils permissiu- negligent i permissiu- indulgent. Un estil que trobem molt en l'actualitat, és el sobreprotector. Tenint en compte que la família és el principal context de socialització de l'infant haurà de complir una sèrie de funcions:
- Satisfer necessitats bàsiques, com dormir, menjar, etc.
- Ensenyar valors i normes.
- Donar afecte als fills.
- Fer que el seu fill sigui competent.

Molts pares actualment són permissius o sobreprotectors, és a dir, no són capaços de posar límits als infants, els quals són molt importants pels infants, ja que els dona seguretat i confiança en els adults. En el segon cas, la família no creu en les capacitats del seu fill, ja que el veuen com una persona indefensa.
Cada estil educatiu té unes conseqüències concretes. La manera que tenen els pares i mares a l'hora d'educar als seus fills és molt important per preveure futurs comportaments en el nens, ja que en l'etapa infantil (0-6) es crea la futura personalitat dels infants.

## Estil permissiu
Els pares permissius poden ser definits: 
- Tenen poc control sobre els seus fills, és a dir, deixen als fills una total llibertat.
- Donen suport als seus fills, però a l'hora de posar-los límits no saben com fer-ho o no volen fer-ho per no tenir un conflicte amb el seu fill, per tant, utilitzen pocs càstigs.
- Enfront les dificultats de la vida que puguin tenir els seus fills, sempre els aniran retirant obstacles en lloc d'ensenyar com superar-los i, en cas de dubte, el seu fill sempre tindrà la raó i sempre sortirà guanyant.
- No estableixen cap norma dins de l'educació dels seus fills, aquests creixen sense cap pauta de conducta cosa que pot portar problemes dins de l'escola.
- No són exigents amb els seus fills perquè que aquests compleixin les seves responsabilitats.
- La comunicació en aquest estil educatiu és unidireccional, els pares i mares tenen molt en compte les iniciatives i els arguments dels seus fills, també proporcionen al nen una gran autonomia.
- Exemple: Bé, d'acord, et pots quedar aixecat aquesta nit, ja sé que t'agrada molt aquest programa".

### Conseqüències
- Escàs control sobre la seva pròpia conducta, ja que no disposen d'un codi de comportament marcat.
- Els fills no solen tenir referents i, per tant, no saben on aferrar-se. Per una banda, els falten hàbits d'esforç, no reconeixen ni respecten les figures d'autoritat, no estan acostumats a rebre un «no» per resposta. Per altra banda, desenvolupen problemes d'adaptació social, es poden tornar agressius, Mentiders, insegurs, i tenen problemes d'autoestima i escolars, etc.
- Nens exigents o irrespectuosos.
- Insegurs.
- Manen als pares.
- Egoistes, egocèntrics.
- No tenen cap sentit de la disciplina.
- L'infant no té cura de la seva salut i seguretat.

També existeixen unes conseqüències negatives pels mateixos pares, ja que, en moltes ocasions la seva autoestima baixa, en veure el comportament dels seus fills. No té una comunicació ni diàleg amb el seu progenitor, no el té respecte. Per altra banda, se senten frustrats per l'educació donada.

## Estil permissiu - indulgent
Conductes en els pares permissius indulgents:
- Indiferència en les actituds positives o negatives del nen.
- La permissivitat.
- La passivitat.
- Pares preocupats pels seus fills o filles, tant per la formació acadèmica com per qualsevol altre aspecte, però els seus fills sempre acaben dominant la situació.
- Accedeixen fàcilment als desitjos dels seus fills.
- No ressalten l'autoritat paterna i per tant, no saben establir unes normes clares per exemple a l'hora de fer les tasques, a l'hora d'arribar a casa,etc.
- Utilitzen molt poc els càstigs, ja que són pares i mares que accepten tota mena de conductes dels seus fills, fins i tot expressions d'ira o d'agressivitat.

Els nens educats amb aquest estil educatiu, adquireixen unes bones conductes socials, per exemple: 
- Tenen una bona imatge d'ells mateixos.
- Tenen confiança en les seves possibilitats.
- Són més espontanis.
- Són més originals i creatius.
- I adquireixen una millor competència social.

### Conseqüències
- Solen tenir fracàs escolar.
- Falta d'autocontrol.
- I també són més propensos a caure en l'alcoholisme i en les drogues.

## Estil permissiu-negligent
Els pares amb estil permissiu – negligent són aquells que tenen:
- Baixa disponibilitat i baixa exigència.
- No s'impliquen en l'educació dels seus fills, ni s'impliquen afectivament.
- Per a suplir el seu paper educatiu els fan regals, ja que és la manera més ràpida i còmoda de tenir contents als fills.
- Estan obsessionats o simplement prefereixen unes altres obligacions, com per exemple, les amistats o el treball i les seves responsabilitats paternes són mínimes.
- Deixen als seus fills fer tot allò que volen, ja que és la millor manera que els fills no els molestin.

### Conseqüències
- Tenen una baixa autoestima i autocontrol.
- Tenen molt fracàs escolar.
- Tenen més probabilitat de caure en l'alcoholisme o en la drogoaddicció.
- Obediència i submissió davant el control extern.
- Conductes agressives.
- No tenen confiança en si mateixos.
- No tenen responsabilitat.
- No valoren l'esforç personal.
- Trastorns psicològics.
- Aquests nens, al no trobar cap signe d'afectivitat per part dels seus pares i mares, la busquen en grups d'iguals.

## Estil sobreprotector
Característiques dels pares i mares sobreprotectors:
- No veuen el seu fill com un infant capaç i autònom, ja que se senten responsables de tot allò que li passi al seu fill.
- Donen tot allò que desitgi l'infant.
- Se senten culpables de tot allò que li passi a l'infant, senten que són responsables de tot allò que faci l'infant.
- No deixen gaudir a l'infant d'experiències per ell mateix.
- Sempre es fixen en allò que fa malament el seu fill, per a reafirmar que l'infant no pot fer coses sol.

### Conseqüències
- Infants amb autoestima baixa, ja que no tenen una imatge de si mateix positiva, no es veuen capaços de fer res.
- Insegurs, no són capaços d'enfrontar-se a experiències noves.
- No tenen iniciativa, ja que mai han pogut tenir autonomia, tot allò que fan ha d'estar aprovat pels seus pares i mares, sempre esperen instruccions.
- Poden presentar endarreriments en les habilitats socials i d'autonomia.
- No saben acceptar els errors, són infants que es frustren ràpidament.
- No s'esforcen ni lluiten per allò que volen aconseguir, ja que sempre s'ho han fet tot.
- Poden mostrar-se agressius quan no aconsegueixen el que volen, o segons l'infant pot mostrar una actitud d'inhibició.

## Estil democràtic
L'estil democràtic, és considerat el més correcte a l'hora d'educar a nens i nenes. Podríem considerar pares i mares democràtics aquells que: 
- Tenen un nivell d'afecte i de control alt, és a dir, saben quan han de donar afecte i quan han d'imposar uns límits.
- Persones dialogants i sensibles a les necessitats dels fills, per això a l'hora de tractar qualsevol conflicte escolten al fill intentant arribar a un acord, i proposen diferents opcions perquè els fills puguin triar.
- Són persones que estableixen límits, i són coherents en el seu compliment però no rígids, per tant, expliquen en tot moment per què estableixen límits i per què s'han de complir.
- Ajuden a afrontar situacions difícils, ajudant-se de les seves possibilitats.
- Es preocupen per tot allò que afecta els infants.
- Estimulen una actitud autònoma i responsable de l'infant.

### Conseqüències
- Infants que tendeixen a tenir alts nivells d'autocontrol i d'autoestima.
- Són més capaços d'afrontar situacions noves amb confiança.
- Són persistents en les tasques que comencen.
- Són interactius i hàbils en les relacions entre iguals, independents i afectius.
- Acostumen a tenir valors socials i morals interioritats.
- Interioritzen normes i la seva competència social està molt desenvolupada.

## Estil Autoritari
- Són pares i mares amb uns valors d'exigència i control alts, mentre que no mostren afecte als seus fills i no hi ha comunicació amb aquests.
- No tenen en compte els interessos i necessitats dels seus fills, imposen als seus fillss el que han de fer.
- Només allò que diuen ells és vàlid, no escolten als seus fills i fan pràctiques coercitives.

### Conseqüències
- Nens i nenes alegres i vitals.
- Una autoestima alta.
- Dificultat per a controlar els seus impulsos.
- Immaduresa.
- Poc persistens en les tasques.